# E77 (trasa europejska)
E77 – trasa europejska pośrednia północ-południe, biegnąca przez Europę Środkową.
Przebieg E77:
 Rosja – 70 km
- droga A212 z Pskowa (tu odbija od E95) do przejścia granicznego Sumilkino – Luhamaa

 Estonia – 21 km
- droga nr 7 do granicy państwowej Murati – Veclaicene

 Łotwa – 274 km
- droga A2 do Rygi (skrzyżowanie z E22 i z E67)
- droga A8 do granicy państwowej Meitene – Kalviai

 Litwa – km
- droga A12 przez Szawle (skrzyżowanie z E272) i wieś Stulgiai (skrzyżowanie z E85) do przejścia granicznego Panemunė – Sowieck

 Rosja –186 km
- droga A216 do wsi Tołpaki
- droga A229 (autostrada) do Królewca (odcinek wspólny z E28)
- przeprawa promowa przez Morze Bałtyckie (odcinek wspólny z E28)

 Polska – 720 km
- droga krajowa nr 91 (Gdańsk-Nowy Port – Gdańsk-Orunia) (Odcinek wspólny z E75)
- droga ekspresowa S7 (Gdańsk – Elbląg – Pasłęk – Ostróda – Nidzica – Mława – Płońsk)
- droga krajowa nr 7 (Płońsk – Warszawa)
- droga ekspresowa S7 (Warszawa – Grójec – Radom – Skarżysko-Kamienna – Kielce – Jędrzejów – Miechów – Widoma - Kraków Mistrzejowice)
- droga krajowa nr 7 (Kraków – Myślenice)
- droga ekspresowa S7 (Myślenice - Rabka-Zdrój)
- droga krajowa nr 7 (Rabka-Zdrój - Chyżne)

 Słowacja – 205 km
- droga krajowa nr 59 (R3) przez Trstenę i Ružomberok (skrzyżowanie z E50) do Banskiej Bystricy
- droga krajowa nr 66 (R1, od Zwolenia – R1) przez Zvolen (skrzyżowanie z E571) do granicy państwowej Šahy – Parassapuszta

 Węgry – 70 km
- droga nr 2 do Vác
- autostrada M2 do Budapesztu